# Edith Finch Russell
Pour les articles homonymes, voir Russell.
Edith Finch, comtesse Russell (5 novembre 1900 - 1er janvier 1978) est une écrivaine, biographe, et la quatrième épouse de Bertrand Russell. 

## Biographie
EdithFinch est avant tout une chercheuse indépendante, et enseigne la littérature anglaise au Bryn Mawr College à la fin des années 1920.
Elle rencontre Bertrand Russell dans les années 1930, par l'intermédiaire de son amie Lucy Martin Donnelly, qui était une amie de la première femme du philosophe, Alys. Finch part en Angleterre en 1950 et se marie avec Russell en décembre 1952. De toute évidence, ce fut un mariage très heureux. Le couple s'installe au pays de Galles, où Bertrand meurt en 1970. Edith meurt en 1978.

## Travaux
- Wilfrid Scawen Blunt, 1840-1922, 1938
- Carey Thomas of Bryn Mawr, 1947
- Strange Humanity. Original thoughts, 1954